# Новонорвежский язык

Распространение двух письменных языковых форм (målform) норвежского языка по муниципалитетам Норвегии (2020)
букмол
нюношк
не выбрана

Новонорве́жский язык, ню́ношк, ню́норск (норв. nynorsk) — одна из форм современного литературного норвежского языка (наряду с букмолом).

## Общие сведения

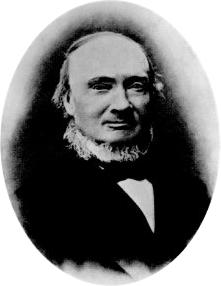
Ивар Осен, создатель ланнсмола

Формирование новонорвежского языка, изначально называвшегося «языком страны» (ланнсмол, норв. landsmål), было начато в середине XIX века Иваром Осеном. Осен видел в своём проекте «истинно норвежскую» альтернативу государственному стандарту норвежского языка того времени — «державному языку» (риксмол, норв. riksmål), который был очень похож на датский язык. Из «державного языка» впоследствии развился «книжный язык», букмол (норв. bokmål), ставший одним из двух (наряду с новонорвежским) официальных письменных языков Норвегии.
В целом новонорвежский основывается на западнонорвежских диалектах и используется примерно десятой долей населения Норвегии. Письменные нормы новонорвежского всё больше сближаются с букмолом, однако параллельно существует хёгнорск (хёгношк, норв. høgnorsk — «высокий норвежский») — искусственная норма, очищенная от любых слов букмола.

## Норвежский язык в школьном обучении
Начиная с 1915 года язык обучения в школах выбирается на общем голосовании совершеннолетних жителей коммуны (за исключением периода с 1969 по 1985 год, когда участвовать в голосовании могли только родители школьников). Референдум может проводиться по требованию группы жителей коммуны и не чаще чем раз в пять лет. Начиная с восьмого класса школьники изучают оба варианта языка; исключение делается для учеников, для которых норвежский не является родным языком (в частности, для саамов) — они могут выбрать свой родной язык в качестве основного или дополнительного языкового предмета и ограничиться только одним из вариантов норвежского. Максимум популярности нюношка в школах пришёлся на 1944 год (около 34 %), после чего она постоянно снижалась до 1977 (16,4 %); впоследствии происходили некоторые колебания (1990 — 17 %, 1999 — 15,3 %).

## Новонорвежская Википедия
Существует раздел Википедии на языке нюнорск («Новонорвежская Википедия»). По состоянию на 11:19 (UTC) 20 марта 2025 года раздел содержит 174 219 статей (общее число страниц — 394 145); в нём зарегистрировано 141 866 участников, 15 из них имеют статус администратора; 159 участников совершили какие-либо действия за последние 30 дней; общее число правок за время существования раздела составляет 3 589 010.